# Hammerdals landsfiskalsdistrikt
Hammerdals landsfiskalsdistrikt var 1918–1964 ett landsfiskalsdistrikt i Jämtlands län, bildat när Sveriges indelning i landsfiskalsdistrikt trädde i kraft den 1 januari 1918, enligt beslut den 7 september 1917. Den 1 januari 1965 avskaffades i Sverige samtliga landsfiskaler och landsfiskalsdistrikt, och deras arbetsuppgifter delades upp på de nyskapade indelningarna polisdistrikt, åklagardistrikt och kronofogdedistrikt.
Landsfiskalsdistriktet låg under länsstyrelsen i Jämtlands län.

## Ingående områden
Genom kommunreformen 1 januari 1952 uppgick Gåxsjö landskommun i Hammerdals landskommun.

### Från 1918
- Gåxsjö landskommun
- Hammerdals landskommun

### Från 1952
- Hammerdals landskommun